# 1re cérémonie des Indiana Film Journalists Association Awards
La 1re cérémonie des Indiana Film Journalists Association Awards, décernés par l'Indiana Film Journalists Association, a eu lieu le 14 décembre 2009, et a récompensé les films réalisés dans l'année.

## Palmarès

### Top 10 des films de l'année
Par ordre alphabétique
- (500) jours ensemble ((500) Days of Summer)
- Démineurs (The Hurt Locker)
- District 9
- Fantastic Mr. Fox
- In the Air (Up in the Air)
- Julie & Julia
- Là-haut (Up)
- Max et les maximonstres (Where the Wild things Are)
- Moon
- Nine

### Meilleur film
- In the Air (Up in the Air)
  - Fantastic Mr. Fox

### Meilleur réalisateur
- Spike Jonze – Max et les maximonstres (Where the Wild things Are)
  - Wes Anderson – Fantastic Mr. Fox

### Meilleur acteur
- George Clooney pour le rôle de Ryan Bingham dans In the Air (Up in the Air)
  - Jeremy Renner pour le rôle du sergent William James dans Démineurs (The Hurt Locker)

### Meilleure actrice
- Carey Mulligan pour le rôle de Jenny dans Une éducation (An Education)
  - Meryl Streep pour le rôle de Julia Child dans Julie et Julia (Julie and Julia)

### Meilleur acteur dans un second rôle
- Christoph Waltz pour le rôle du colonel Hans Landa dans Inglourious Basterds
  - Stanley Tucci pour le rôle de George Harvey dans Lovely Bones (The Lovely Bones)

### Meilleure actrice dans un second rôle
- Mo'Nique pour le rôle de Mary Lee Johnston dans Precious (Precious: Based on the Novel 'Push' by Sapphire)
  - Vera Farmiga pour le rôle d'Alex dans In the Air (Up in the Air)

### Meilleur scénario
- In the Air (Up in the Air) – Jason Reitman et Sheldon Turner
  - Max et les maximonstres (Where the Wild things Are) – Spike Jonze et Dave Eggers

### Meilleur film étranger
- Sin Nombre •  Mexique /  États-Unis
  - Welcome •  France

### Meilleur film d'animation
- Fantastic Mr. Fox
  - Là-haut (Up)

### Meilleur film documentaire
- The Cove
  - Anvil ! (Anvil! The Story of Anvil)

### Original Vision Award
- Max et les maximonstres (Where the Wild things Are)
  - District 9